# پوکاهانتس (شخصیت)
پوکاهانتس (به انگلیسی: Pocahontas) شخصیت اصلی پوکاهانتس (۱۹۹۵) سی و سومین انیمیشن سینمایی والت دیزنی پیکچرز است. شخصیت و وقایعی که او از سر می‌گذراند، بر اساس شخصیت تاریخی واقعی پوکاهانتس است.
پوکاهانتس، دختر یک بومی آمریکایی و رئیس قبیله از پوهاتان و اولین پرنسس دیزنی آمریکایی است. در انیمیشن دیزنی به همین نام در سال ۱۹۹۵، صداپیشگی او توسط بازیگر ایرنه بدارد بومی آمریکایی انجام شده، که او نیز یکی از مدل‌های فیزیکی این شخصیت بود و آواز او توسط جودی کان، خواننده برادوی اجرا می‌شد.
پوکاهانتس هفتمین عضو از مجموعه پرنسس دیزنی است.

## توسعه

### تصور و نگارش

یک حکاکی پرتره از پوکاهانتس واقعی.

مایک گابریل پس از اولین کارگردانی خود با امدادگران: مأموریت زیرزمینی (۱۹۹۰)، با تصویری از پوکاهانتس در یک کتاب تاریخی مواجه شد و تصمیم گرفت که فیلمی دربارهٔ او برای مدیران دیزنی بسازد. او که احساس می‌کرد در طراحی زنان مهارت ندارد، با یک تصویر زیراکس شده از تایگر لیلی از پیتر پن (۱۹۵۳) که حیوانات را به آن اضافه کرد، به مصاحبه رفت. یک جمله او برای این فیلم این بود: «یک پرنسس سرخ‌پوست عاشق یک مهاجر انگلیسی می‌شود، سپس بین آرزوی پدرش برای از بین بردن شهرک نشینان و نیاز او به کمک به آنها درگیر می‌شود.» وقتی مدیران دیزنی از گابریل خواستند که شخصیت پوکاهانتس را خلاصه کند، او پاسخ داد: «او دختری است که مشکل دارد.» کارگردانان فیلم، مایک گابریل و اریک گلدبرگ، با الهام از نمایشنامه رومئو و ژولیت اثر ویلیام شکسپیر، می‌خواستند در داستان پوکاهانتس دو شخصیت با پیشینه‌های بسیار متفاوت را به نمایش بگذارد که عاشق هم می‌شوند.
ناظر داستان تام سیتو، که مشاور تاریخی غیررسمی پروژه شد، تحقیقات گسترده‌ای در مورد اوایل دوران استعمار و داستان جان اسمیت و پوکاهانتس انجام داد و با نادرستی‌های تاریخی مورخان مواجه شد. گابریل از قبل می‌دانست که پوکاهانتس در واقعیت با جان رولف ازدواج کرده‌است؛ او توضیح داد که احساس می‌شود «داستان پوکاهانتس و رولف برای مخاطبان جوان بسیار پیچیده و خشن است» بنابراین در عوض، آنها بر ملاقات پوکاهانتس با جان اسمیت تمرکز می‌کنند. در حالی که پوکاهانتس واقعی با ملاقات با جان اسمیت یازده یا دوازده ساله بود، طبق گفته انیماتور ناظر او، گلن کین، او حدوداً هجده یا نوزده ساله در فیلم به تصویر کشیده شده‌است. کین توضیح داد که این تغییر به این دلیل ایجاد شده‌است که فیلمی که در آن یک اسمیت سی ساله عاشق یک کودک می‌شود، «سست و شل» خواهد بود. روی ای دیزنی احساس می‌کرد که پیرتر شدن شخصیت از شخصیت تاریخی، فیلم را «دراماتیک تر» می‌کند.
دیزنی در تلاش برای به تصویر کشیدن فرهنگ بومی روی پرده، به دنبال مشاوره با بازیگران بومی آمریکا و یک سازمان بومی آمریکا بود. الین دوتکا از لس آنجلس تایمز این نظریه را مطرح کرد که این تصمیم به دلیل استقبال منفی کمیته ضد تبعیض آمریکایی-عربی از علاءالدین (۱۹۹۲) گرفته شده‌است. دیزنی نظریه دوتکا را رد کرد. راسل مینز، فعال بومی آمریکا، که در این فیلم نقش پدر پوکاهونتاس، پوهاتان را بازی می‌کند، به پوکاهانتس پیشنهاد کرد که با هدیه‌ای که پوهاتان در صحنه‌ای از فیلم به او می‌دهد، «تجلیل» شده‌است تا شیوه صحبت بومیان آمریکایی را منعکس کند. دیزنی فیلمنامه فیلم را مطابق با پیشنهاد مینز تغییر داد. مایکل آیزنر به پوکاهانتس برای داشتن مادر فشار آورد و اظهار تاسف کرد که «ما همیشه بخاطر نداشتن مادر اخراج شده‌ایم.» نویسندگان پاسخ دادند که پوهاتان چندهمسر داشت و با باردار کردن یک زن محلی و بخشش کودک، اتحادهای سلسله‌ای را در میان سایر قبایل همسایه ایجاد کرد، بنابراین اعتقاد بر این بود که خود پوکاهانتس احتمالاً مادرش را چندان ندیده‌است. جو گرانت، هنرمند استوری‌بورد، ایده برگ‌های چرخان را برای نشان دادن مادر پوکاهانتس در ذهن داشت. پوکاهانتس اولین پرنسس بومی آمریکایی دیزنی و اولین زن رنگین‌پوست بود که شخصیت اصلی یک فیلم دیزنی بود. از سال ۲۰۱۴، او تنها پرنسس دیزنی است که بر اساس یک شخصیت تاریخی ساخته شده‌است.

### شخصیت و طراحی

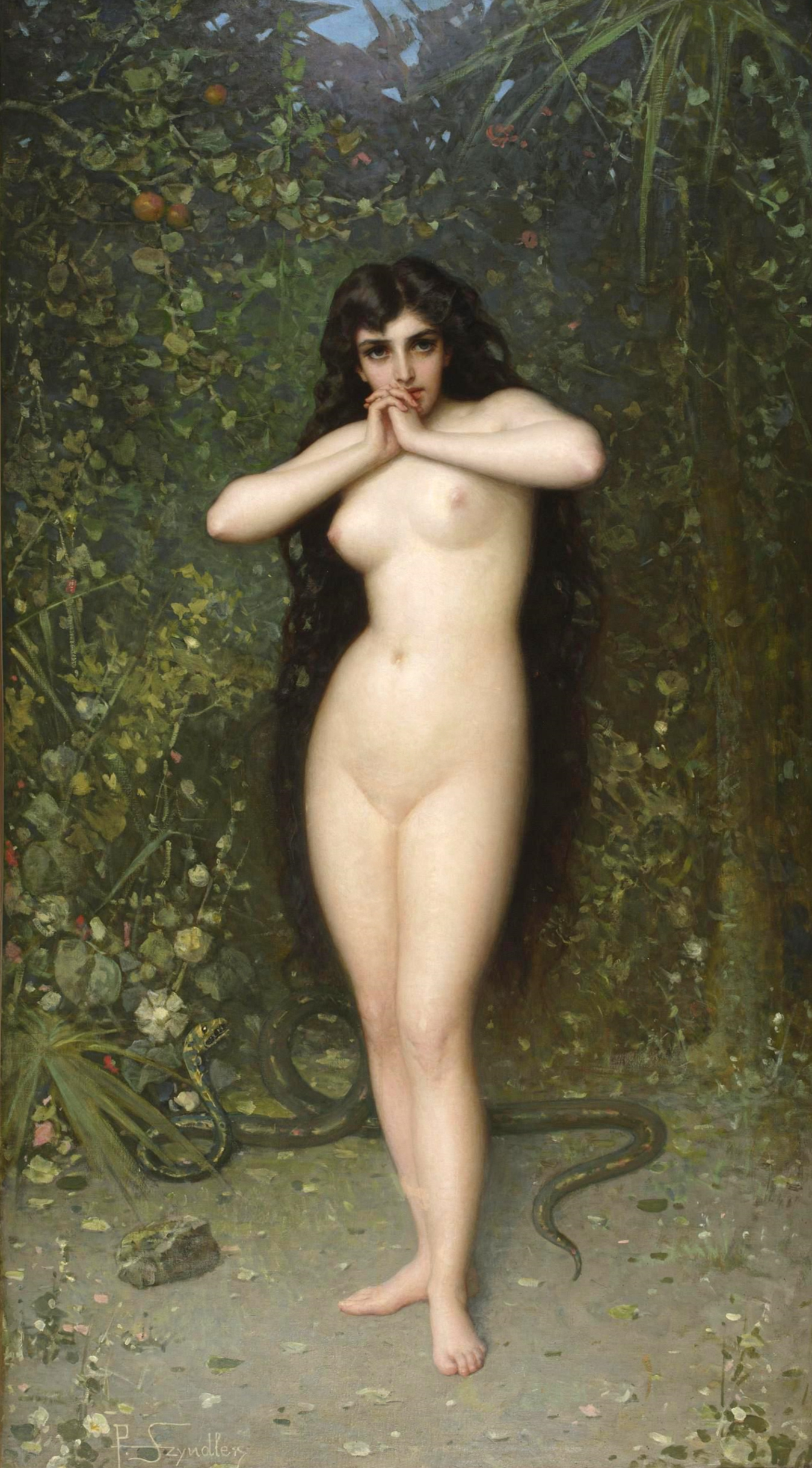
انیماتور گلن کین پوکاهانتس را به نسخه قبیله ای حوا تشبیه کرد که در اینجا توسط پانتالئون شیندلر در سال ۱۸۸۹ نقاشی شده‌است.

کین همچنین می‌خواست که پوکاهانتس برخلاف آریل از پری دریایی کوچک (۱۹۸۹) یا بل از دیو و دلبر (۱۹۹۱) به‌عنوان یک زن با اعتماد به نفس نوشته شود. جیم پنتاکوست، تهیه‌کننده فیلم، این شخصیت را به عنوان «قوی‌ترین قهرمانی که تا به حال در یک فیلم دیزنی داشته‌ایم» می‌بیند. هاوارد گرین، سخنگوی دیزنی گفت که استودیو مایل است این فیلم شخصیت‌های بومی آمریکایی خود را به شیوه ای «واقعی» و «عادلانه» برخلاف تصویر «بسیار کمیک، گسترده» و نادرست از بومیان آمریکایی در پیتر پن (۱۹۵۳) به تصویر بکشد. گرین همچنین گفت که استودیو نمی‌خواست این فیلم کلیشه‌ها را در مورد مردم بومی آمریکای شمالی تقویت کند. گروه فیلم با ری آدامز، رئیس سرخ‌پوستان متحد ویرجینیا ملاقات کردند و ده دقیقه انیمیشن ناتمام و ترانه «رنگ‌های باد» را به او نشان دادند تا ببینند آیا پوکاهانتس را به گونه ای به تصویر کشیده‌اند که دقیق تر با فرهنگ پوهاتان باشد. آدامز احساس می‌کرد که لباس‌های شخصیت نشان‌دهنده دقیق لباس‌های بومیان آمریکایی است و اظهار داشت که پوکاهانتس به عنوان «بسیار زیبا و بسیار باهوش و بسیار دوست‌داشتنی، طوری که بومیان آمریکایی هستند، نشان داده می‌شود. معمولاً ما را دوست داشتنی نشان نمی‌دهند، اما اگر ما به آنها عشق نمی‌ورزیدیم و به آنها کمک نمی‌کردیم، ساکنان سه زمستان اول زنده نمی‌ماندند.»

گلن کین، انیماتور ناظر، که به خاطر انیمیشن‌سازی شخصیت‌های زن مانند آریل مشهور است، بلافاصله برای ترسیم پرنسس سرخ‌پوست انتخاب شد. به دنبال خواسته‌های جفری کاتزنبرگ برای ساختن شخصیت به «ایده‌آل‌ترین و بهترین زنی که تا به حال ساخته شده»، کین ابتدا شروع به جستجوی الهام‌های خود برای نمایش‌هایش برای پوکاهانتس از شرلی «کبوتر کوچک» کاستالو-مک‌گوان و دوی وایت داو کرد، زنانی که او در طول سفر تحقیقاتی به ویرجینیا ملاقات کرده بود. کین ملاقات با زنان را به یاد آورد:
پس برگشتم و این زن بومی آمریکایی زیبا را در حال راه رفتن دیدم. او گفت: «تو گلن کین هستی؟» انیماتوری که قرار است پوکاهانتس را انجام دهد؟ گفتم «بله.» و سپس از پشت درخت دیگری زن دیگری آمد و گفت: «خب، نام من شرلی لیتل داو است، و این خواهر من دیوی وایت داو است، و ما از نوادگان پوکاهانتس هستیم.» و همان‌طور که آنجا ایستاده بودند، من از هر دوی آنها عکس گرفتم، و بین صورت آنها چهره پوکاهانتس در ذهن من بود - می‌توانستم او را ببینم. 
الهام‌بخش‌های دیگر کریستی تورلینگتون، ناتالی بلکن، نائومی کمپبل، جیمی پیلو، سوپرمدل سفیدپوست کیت ماس، شارمین کریگ و ایرنه بدارد بودند که صدای گفتار شخصیت را ارائه کردند. کین همچنین به تصویر پوکاهانتس از یک کتاب تاریخ در ۱۶۲۰ نگاه کرد، و ادعا کرد «وی دقیقاً یک نامزد برای زیباترین فرد پیپل نبود، [بنابراین] من چند تنظیم برای اضافه کردن یک احساس آسیایی به صورت او اضافه کردم». پوکاهانتس و تمام افراد قبیله‌اش احتمالاً برای نشان دادن ارتباط آنها با طبیعت در این فیلم با پای برهنه به تصویر کشیده شدند. به دلیل پیچیدگی طرح‌های رنگی، شکل‌ها و عبارات موجود در انیمیشن، در مجموع ۵۵ انیماتور به تنهایی روی طراحی شخصیت پوکاهانتس کار کردند، از جمله مارک هن و پرس رومانیلوس.
داینا تیلور، دانشجوی فیلیپینی، ۲۰۰ دلار دستمزد دریافت کرد تا برای این شخصیت مدل شود. او ادعا کرد که او مدل اصلی چهره پوکاهانتس است و در طول سه سال چهار جلسه با انیماتورهای دیزنی داشته‌است. در یک نقطه او می‌گوید که توسط ۱۵ هنرمند انیمیشن احاطه شده بود که ویژگی‌های صورت او را ترسیم می‌کردند. تصویری از شخصیتی به او داده شد که کین آنرا با عبارت «به دینا، با تشکر از الهامی که به ما دادی» امضا کرد. تیلور که از اینکه او در این فیلم نقشی نداشت، ناامید شده بود، به فکر شکایت از دیزنی افتاد، اما وکیلی که با او مشورت کرد به او توصیه کرد که این کار را انجام ندهد. کین به نیویورک تایمز گفت که او کمک‌های تیلور به فیلم را برای نمایش نامش در تیتراژ فیلم بی‌ارزش می‌داند.
کین احساس کرد که نسخه نهایی شخصیت شبیه به نسخه قبیله‌ای حوا و نسبت به جسیکا رابیت، شخصیت قبلی دیزنی، کمتر سکسی‌تر و ورزشکارتر است.

## موضوعات

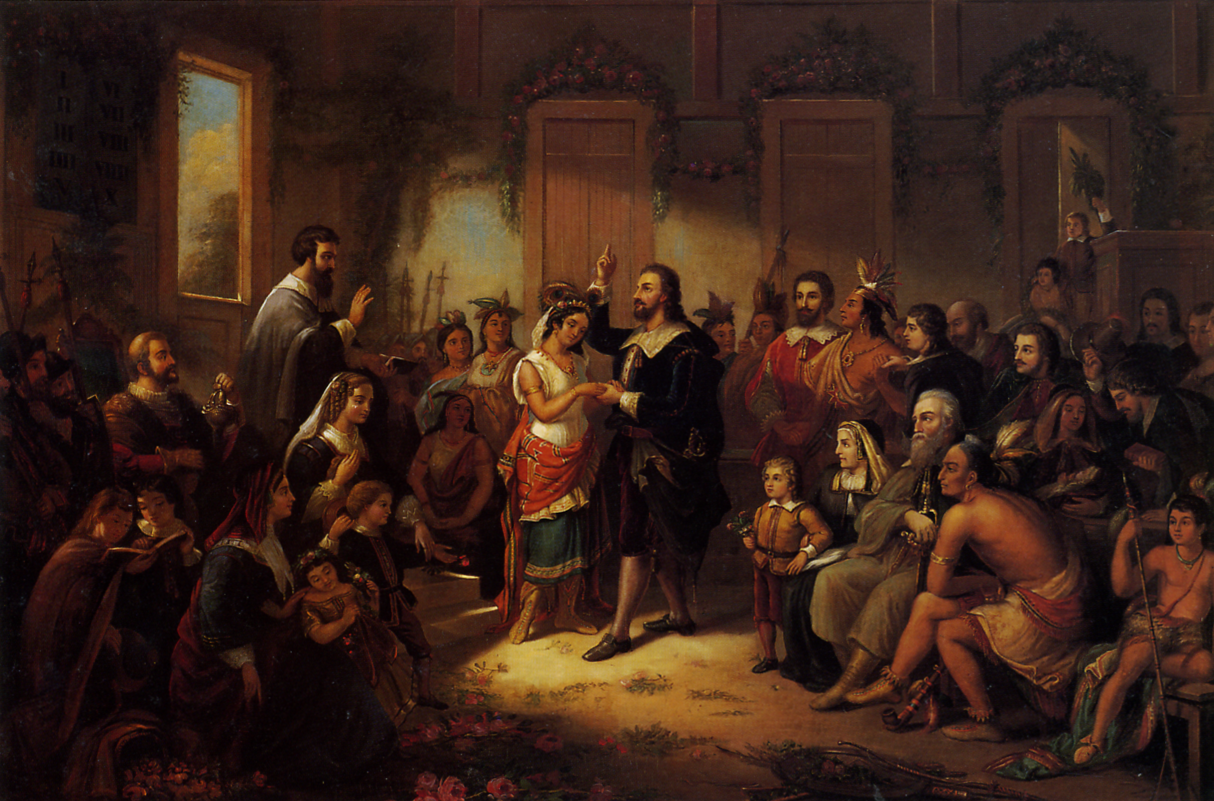
عروسی پوکاهانتس از پوکاهانتس: زندگی و افسانه او اثر ویلیام ام.اس. راسموسن

پوکاهانتس به عنوان یک شخصیت فمینیست شناخته شده‌است که در مقابل دیدگاه‌های مردسالارانه پدرش در امتناع از ازدواج با مردی که پدرش می‌خواهد او با او ازدواج کند، می‌ایستد. مگان کاندیس، استادیار زبان انگلیسی در دانشگاه ایالتی استفن اف. آستین، بیان کرده‌است که در مقایسه با پرنسس‌های قبلی دیزنی، «پوکاهانتس قطعاً نوع شخصیت متفاوتی بود، زیرا او با روابط عاشقانه تعریف نمی‌شود و او بسیار فعال تر است. همچنین، او یکی از اولین پرنسس‌هایی است که واقعاً نقش فعالی در حکومت بر عهده گرفته‌است.» سوفی گیلبرت از آتلانتیک معتقد است که در خلق این شخصیت «دیزنی برای اولین بار یک قهرمان مستقل و بی‌باک با احساس قوی از خود ارائه کرد.» گیلبرت خاطرنشان کرد که برخلاف سفید برفی یا سیندرلا، پوکاهانتس می‌تواند خوشبختی را خارج از ازدواج پیدا کند. لورن وینو از ام‌تی‌وی خاطرنشان کرد که پوکاهانتس دوشیزه درمانده نیست، زیرا او جان اسمیت را نجات می‌دهد نه برعکس.
پس از بیستمین سالگرد پوکاهونتاس، در ای. وی. کلاب کارولین سیده گفت که این فیلم «به عنوان یک داستان با مشخصات بالا از یک بومی آمریکایی در فرهنگ عامه باقی می‌ماند.» تام بروک از بی‌بی‌سی گفت که تصویر این شخصیت تحت تأثیر این بود که چگونه «حقوق بومیان آمریکا در دو دهه از اواسط دهه ۱۹۷۰ با قوانین حمایت از حقوق و منافع قبیله تقویت شد».

## ظواهر

### پوکاهانتس

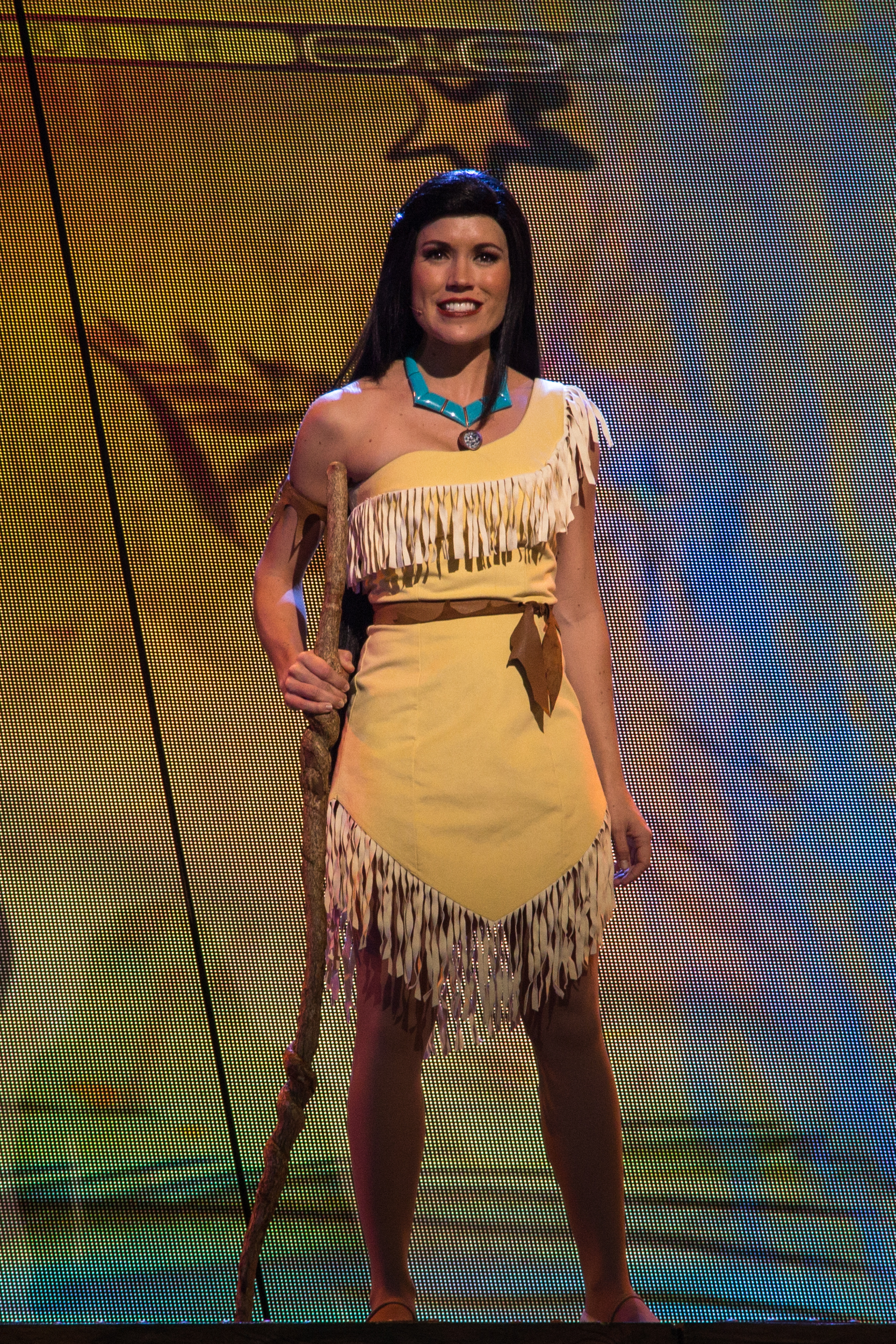
پوکاهانتس در فیلم میکی و نقشه جادویی در دیزنی لند در سال ۲۰۱۴.

در ابتدای فیلم، پوکاهانتس متوجه می‌شود که کوکوم، یکی از شجاع‌ترین جنگجویان پدرش، درخواست ازدواج با او کرده‌است. (به جای حلقه ازدواج، به پوکاهانتس گردنبند عروسی مادر مرحومش داده می‌شود، و او در تمام طول فیلم آن را می‌بندد) با این حال، پوکاهانتس احساس نمی‌کند که این راه درست برای او است. او اولین کسی است که کشتی حامل اروپایی‌ها را تشخیص می‌دهد و بادبان‌های کشتی را با ابرها اشتباه می‌گیرد. پوکاهانتس بعداً با یکی از مهاجران به نام جان اسمیت روبرو می‌شود. همان‌طور که داستان پیش می‌رود، مشخص می‌شود که مادرش فوت کرده و او با پدرش زندگی می‌کند.
با گذشت زمان، این دو با یکدیگر آشنا می‌شوند و انواع و اقسام سؤالات را در مورد افراد، زندگی و جهان‌های مختلف از یکدیگر می‌پرسند. با این حال، زمانی که جان اسمیت ناخواسته تعصبات خود را نسبت به بومیان آمریکا فاش می‌کند، گفتگو تیره می‌شود. پوکاهانتس از طریق ترانهٔ «رنگ‌های باد» زیبایی و اهمیت طبیعت و احترام به زمین را برای او توضیح می‌دهد. این باعث می‌شود که جان افکار بد خود را ببیند و راه خود را تغییر دهد و آن دو عاشق یکدیگر شوند.
وقتی کوکوم به‌طور تصادفی با پوکاهانتس و جان اسمیت در حال بوسیدن برخورد می‌کند، عصبانی می‌شود و به مرد سفیدپوست حمله می‌کند. پوکاهانتس تلاش می‌کند تا آنها را متلاشی کند، اما توماس که برای یافتن جان فرستاده شده بود، به کوکوم شلیک می‌کند و می‌کشد. جان اسمیت مسئولیت مرگ کوکوم را بر عهده می‌گیرد و توسط افراد رئیس پوهاتان دستگیر می‌شود و در طلوع آفتاب به اعدام با سر بریدن محکوم می‌شود.
پوکاهانتس متوجه می‌شود که باید اعدامی را که منجر به جنگ بین بومیان آمریکا و مهاجران می‌شود، متوقف کند. او به سمت جایی که اعدام انجام می‌شود می‌دود و به نیروهای طبیعت اعلام می‌کند تا به او کمک کنند تا به موقع به آنها برسد. پوکاهانتس درست به موقع به جان اسمیت می‌رسد تا خودش را روی او می‌اندازد تا او را از بریدن سر توسط پدرش نجات دهد و سپس به هوش می‌آید و اسمیت را آزاد می‌کند. زمانی که فرماندار راتکلیف خشمگین به رئیس شلیک می‌کند، جان اسمیت پوهاتان را از سر راه هل می‌دهد و به جای آن گلوله را می‌گیرد.
اندکی بعد، جان اسمیت مجروح از او می‌خواهد که با او به انگلستان بیاید، اما او توضیح می‌دهد که محل زندگی او در ویرجینیا، با افرادش است. او برای دلداری دادن به او به او می‌گوید که «مهم نیست چه اتفاقی بیفتد، من همیشه با تو خواهم بود، برای همیشه». آنها می‌بوسند و مردان او را به کشتی می‌برند. همان‌طور که در حال ترک است، پوکاهانتس با حداکثر سرعت ممکن به سمت صخره ای مشرف به اقیانوس می‌دود. جان به شکل پوهاتان برای خداحافظی دست تکان می‌دهد، و پوکاهانتس به شکل پوهاتان دست تکان می‌دهد، همان‌طور که قبل از اولین ملاقات آن دو به او نشان داد.

### پوکاهانتس ۲: سفر به یک دنیای جدید
در پوکاهانتس ۲: سفر به جهان جدید، پوکاهانتس به عنوان یک دیپلمات به لندن می‌رود تا از حمله احتمالی به مردمش که توسط پادشاه جیمز در نقشه ای توسط رتکلیف دستور داده شده بود، جلوگیری کند. در آنجا، جان رولف او را همراهی می‌کند و آرام آرام با او رابطه عاشقانه برقرار می‌کند. در پایان، او دوباره با جان اسمیت متحد می‌شود، اما به او توضیح می‌دهد که «دیگر همان مسیری را که سال‌ها پیش رفتند دنبال نمی‌کنند» و راهش را از او جدا می‌کند. با افشای موفقیت‌آمیز راتکلیف، که سپس به دستور پادشاه دستگیر می‌شود، پوکاهانتس و جان رولف با هم سوار کشتی می‌شوند که با هم به ویرجینیا برمی گردند و در حالی که کشتی به سمت غروب می‌رود، می‌بوسند.

## سایر ظواهر
او در استودیوی هالیوود دیزنی در نمایش استیج آتش بازی شبانه فانتاستیک! و دنیای رنگ در پارک ماجراجویی کالیفرنیا دیزنی حضور دارد. او در قسمت‌های متعددی از مجموعه تلویزیونی خانه موش دیزنی ظاهر می‌شود. او هر روز در پارک‌ها و استراحتگاه‌های والت دیزنی در فرانتیرلند و در پادشاهی حیوانات دیزنی برای ملاقات و احوالپرسی در کنار میکس و جان اسمیت ظاهر می‌شود. او رایج‌ترین شخصیت پوکاهانتس در کنار میکو است. او و جان اسمیت در نمایش روی صحنه دیزنی کروز لاین میکی‌های طلایی ظاهر می‌شود. او همچنین شناخته شده‌است که برای ملاقات و احوالپرسی در کشتی‌ها بیرون می‌آید. پوکاهونتاس، میکو و فلیت در نسخه دیزنی لند هنگ کنگ دنیای کوچکی است ظاهر می‌شوند. او نمایش خود را با عنوان «پوکاهانتس و دوستان جنگلی اش» در قلمرو حیوانات دیزنی داشت که از سال ۱۹۹۸ تا ۲۰۰۸ اجرا شد.
پوکاهانتس در چندین داستان از ۳۶۵ داستان قبل از خواب دیزنی ظاهر می‌شود.
همان‌طور که در نمایشگاه دی۲۳ اکسپو ۲۰۱۷ اعلام شد، پوکاهونتاس، در کنار دیگر پرنسس‌های دیزنی، در فیلم رالف اینترنت را خراب می‌کند (۲۰۱۸) ظاهر شد و بدارد برای صداپیشگی او بازگشت.

## بازخورد
لورن وینو از ام‌تی‌وی، پوکاهانتس را بهترین پرنسس دیزنی می‌داند. پیتر استاک نویسنده سان فرانسیسکو کرونیکل رابطهٔ عاشقانه بین پوکاهانتس و اسمیت را ستود و نوشت: «انزوای عاشقان در فیلم - ملاقات‌های مخفیانه آنها در نزدیکی یک رودخانه، نگاه‌های آزمایشی اما مسحورکننده آنها، اولین بوسه آنها - چیزی جز فریبنده نیست.» اوون گلایبرمن از انترتینمنت ویکلی بیان کرد که این شخصیت و جان اسمیت «عامیانه» هستند. پیتر تراورز از رولینگ استون به او لقب «پوکا-کسل‌کننده» را داد و ناله کرد که «وی آنقدر مشغول تلاش برای آموزش جان در مورد محافظت از روح سرزمین است، که به سختی زمانی برای عشق دارد.»